# Monster Movie
| Đánh giá chuyên môn           | Đánh giá chuyên môn |
| Nguồn đánh giá                | Nguồn đánh giá      |
| Nguồn                         | Đánh giá            |
| ----------------------------- | ------------------- |
| Allmusic                      | [ 1 ]               |
| Pitchfork Media               | (8.7/10)            |
| Stylus Magazine               | (A)                 |
| Rolling Stone                 | [ 4 ]               |
| Encyclopedia of Popular Music | [ 5 ]               |
| BBC                           | rất tích cực        |

Monster Movie là album đầu tay của ban nhạc krautrock người Đức Can, được thu âm và phát hành năm 1969. Nó mang những yếu tố của psychedelic rock, blues, free jazz, và một số phong cách khác. Ảnh hưởng từ the Velvet Underground tương đối rõ ràng trong ca khúc mở đầu "Father Cannot Yell". Những kía cạnh của sự ứng tác, thử nghiệm, chỉnh sửa và sắp xếp các lớp âm thanh đã tạo nền tảng cho các album sau đó của Can.
Sau khi phát hành hai đĩa đơn đầu tay năm 1968, Can sản xuất một album có tên Prepared to Meet Thy Pnoom, song không có hãng đĩa nào đồng ý phát hành (đĩa nhạc này cuối cùng được ra mắt năm 1981 dưới tên Delay 1968). Can quyết định làm một album dễ nghe hơn, và kết quả là Monster Movie. Lúc này ban nhạc có tên "The Can", được hát chính Malcolm Mooney gợi ý ra. Trước đó, họ được biết đến với tên "Inner Space". Vài bản LP có phụ đề "Made in a castle with better equipment" (được làm trong một lâu đài với thiết bị tốt hơn), xuất phát từ lâu đài Schloss Nörvenich tại Bắc Rhine-Westphalia, nơi ban nhạc thu âm từ năm 1968-69.
Bản jam dài 20 phút "Yoo Doo Right" được cắt chỉnh từ một buổi jam dài 6 giờ đồng hồ, còn phần lời của "Mary, Mary So Contrary" lấy từ bản nursery rhyme phổ biến tại Nước Anh Mary, Mary, Quite Contrary.

## Danh sách ca khúc
Tất cả các ca khúc được viết bởi Holger Czukay, Michael Karoli, Jaki Liebezeit, Malcolm Mooney, and Irmin Schmidt.
| Mặt một | Mặt một                  | Mặt một    |
| STT     | Nhan đề                  | Thời lượng |
| ------- | ------------------------ | ---------- |
| 1.      | "Father Cannot Yell"     | 7:06       |
| 2.      | "Mary, Mary So Contrary" | 6:21       |
| 3.      | "Outside My Door"        | 4:11       |

| Mặt hai          | Mặt hai          | Mặt hai    |
| STT              | Nhan đề          | Thời lượng |
| ---------------- | ---------------- | ---------- |
| 4.               | "Yoo Doo Right"  | 20:27      |
| Tổng thời lượng: | Tổng thời lượng: | 38:05      |

## Personnel
- Irmin Schmidt – keyboard
- Jaki Liebezeit – trống
- Holger Czukay – bass
- Michael Karoli – guitar
- Malcolm Mooney – hát